# Argia tibialis
Argia tibialis är en trollsländeart som först beskrevs av Jules Pièrre Rambur 1842.  Argia tibialis ingår i släktet Argia och familjen dammflicksländor. IUCN kategoriserar arten globalt som livskraftig. Inga underarter finns listade i Catalogue of Life.

## Bildgalleri

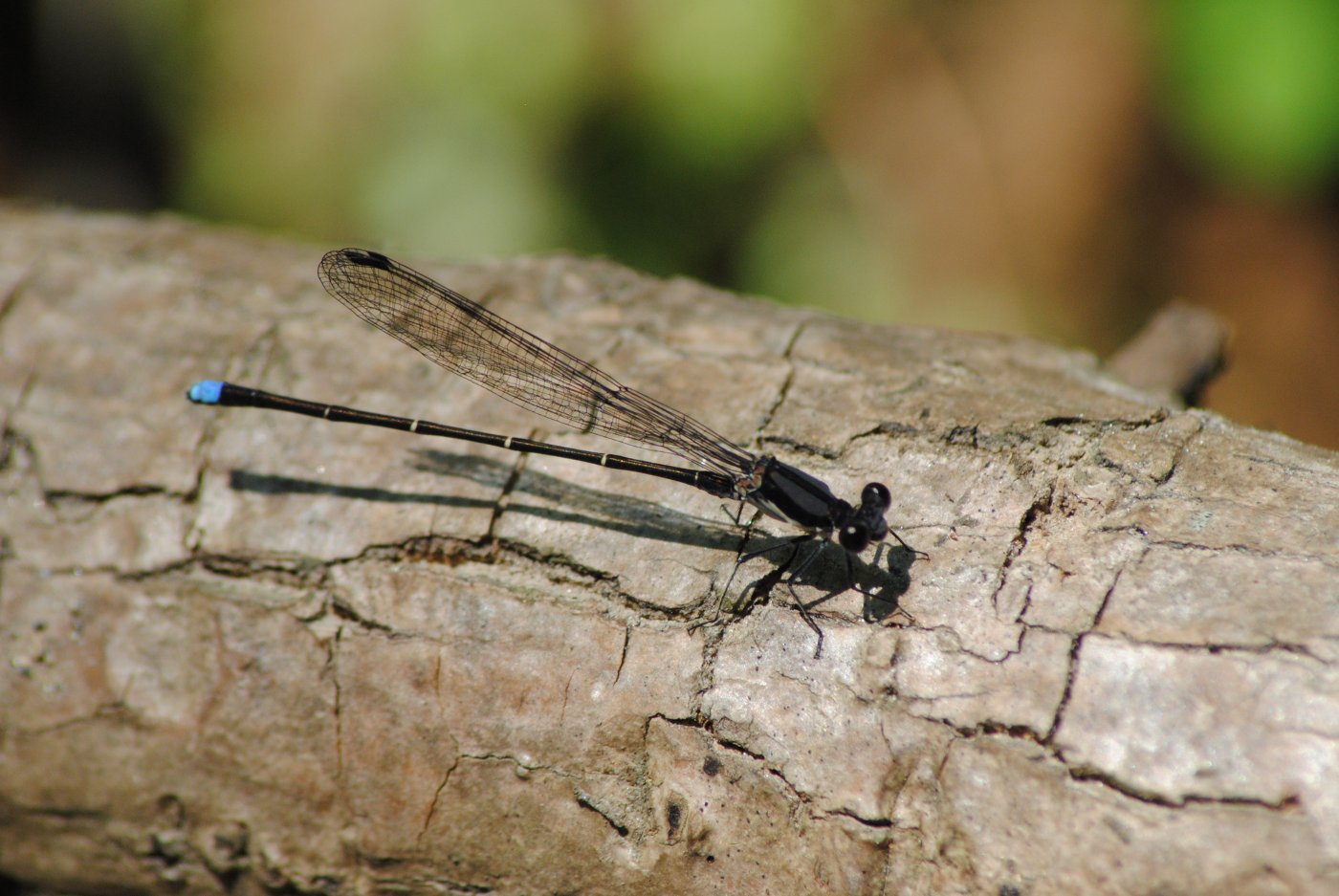